# لوکاتلو
لوکاتلو (به ایتالیایی: Locatello) یک کومونه در ایتالیا است که در استان برگامو واقع شده‌است. لوکاتلو ۳٫۸ کیلومتر مربع مساحت و ۷۸۵ نفر جمعیت دارد و ۵۵۷ متر بالاتر از سطح دریا واقع شده‌است.